# Thliptodon antarcticus
Thliptodon antarcticus is een slakkensoort uit de familie van de Clionidae. De wetenschappelijke naam van de soort is voor het eerst geldig gepubliceerd in 1906 door Meisenheimer.